# 札剌儿
札剌儿，契丹族，金朝末年将领，参加乣军。
金宣宗贞祐二年（1214年），蒙古大军南下，五月，金宣宗逃离中都（今北京市），留其太子守中都，以丞相完顏福興、左相秦忠爲輔。金宣宗至良鄕，札剌儿的乣军以契丹为主，在中都南涿州、良乡一带驻扎。金宣宗猜忌他们，欲奪其元給鎧馬還宮。乣军于是哗变，杀死金将襄昆（兖昆），推举札剌儿、斫答与比涉儿等人为帅，领兵攻中都。在芦沟桥，斫答及其裨將塔塔兒率领輕騎千人潜水背袭守桥金兵，大胜，获得金朝官军很多甲杖，声势大振。为求后援，比涉儿派人与辽东耶律留哥和蒙古军联系。成吉思汗派三模合、石抹明安等人与他会合，围攻中都。贞祐三年（1215年），攻克中都。